# 巴甫洛夫卡 (烏里揚諾夫斯克州)
巴甫洛夫卡（羅馬化：Pavlovka）是俄罗斯乌里扬诺夫斯克州的市级镇，为该州巴甫洛夫卡区行政中心及规模最大聚居地，也是该区唯一的一座市级镇。地处乌里扬诺夫斯克州西南部，位于州府乌里扬诺夫斯克西南方，靠近乌里扬诺夫斯克州与奔萨州、萨拉托夫州的州界，其中南距萨拉托夫州约13公里（通过公路）。
伏尔加河流域捷列什卡河一支流伊兹巴雷克河（Избалык）从该镇北侧流过，伊兹巴雷克河又有一支流穿过该镇。
该地2022年人口有4,866人；2010年人口5,626；2002年人口5,930；1989年人口5,730。